# Domžale község
Domžale község (szlovén nyelven Občina Domžale) Szlovénia 212 alapfokú közigazgatási egységének, azaz községének egyike a Közép-Szlovénia statisztikai régióban. Ljubljana városi községgel, valamint Domžale, Moravče és Litija községekkel határos. Adminisztratív központja Domžale város. A település a Kamniki-Alpok lábánál fekszik, és a hegységben eredő Kamniki-Bistrica folyó szeli át.

## A községhez tartozó települések
A községhez Domžale székhelyen kívül a következő települések tartoznak:
- Bišče
- Brdo
- Brezje pri Dobu
- Brezovica pri Dobu
- Češenik
- Depala Vas
- Dob
- Dobovlje
- Dolenje
- Dragomelj
- Goričica pri Ihanu
- Gorjuša
- Homec
- Hudo
- Ihan
- Jasen
- Kokošnje
- Količevo
- Kolovec
- Krtina
- Laze pri Domžalah
- Mala Loka
- Nožice
- Podrečje
- Prelog
- Preserje pri Radomljah
- Pšata
- Rača
- Račni Vrh
- Radomlje
- Rodica
- Rova
- Selo pri Ihanu
- Šentpavel pri Domžalah
- Škocjan
- Škrjančevo
- Spodnje Jarše
- Srednje Jarše
- Studenec pri Krtini
- Sveta Trojica
- Turnše
- Vir
- Zaboršt
- Zagorica pri Rovah
- Zalog pod Sveto Trojico
- Žeje
- Želodnik
- Zgornje Jarše
- Žiče

## Népesség
| Lakosok száma | 32 775 | 33 447 | 34 195 | 34 346 | 34 634 | 35 159 | 35 458 | 35 659 | 36 429 | 36 648 |
|               | 2008   | 2009   | 2011   | 2012   | 2013   | 2015   | 2016   | 2017   | 2019   | 2020   |